# Taner Türker
Taner Türker (* in Mersin, Türkei) ist ein türkischer Cellist.

## Werdegang
Türker begann seine Ausbildung mit 12 Jahren am Staatskonservatorium Ankara. Es folgten Studien bei Ali Dogan (Ankara, von 1984 bis 1988) und Patrick Gabard (Lyon, von 1986 bis 1987), danach Meisterkurse bei Michail Milman (Kopelman Quartett), Rocco Filippini (Accademia Nazionale di Santa Cecilia) und Adalbert Skocic (Konservatorium Wien, von 1991 bis 1995).
Er unterrichtete ein Jahr lang als Assistent von Ali Dogan an der Musikhochschule der Hacettepe-Universität in Ankara. Seit seiner Übersiedelung nach Österreich im Jahr 1995 ist er als Cellolehrer in der Musikschule St. Pölten und am BRG/BORG St. Pölten tätig.
Türker ist als Solist und Kammermusiker, z. B. auch beim Kammerorchester Krems, international tätig. Sein Repertoire reicht von Barockmusik bis zur Avantgarde.
Er arbeitete bei Filmmusik- und CD-Produktionen mit und ist Mitgründer des Kammertrios „trio auturja“ (Austria-Turkey-Japan).
Er komponiert Werke für Violoncello und Kammermusik, z. B. für die Theaterproduktion von Peter Handkes Erzählung Wunschloses Unglück am Burgtheater Wien, und ist Mitglied der AKM.
1995 war Türker an einer Aufführung der Kompositionen von Alfred Uhl beteiligt. Eine Sonatine für Violoncello und Klavier ist auf CD (WAR Records CD 950482) erschienen.
1998 führte Türker zusammen mit Wilfried Glas im Museum für Angewandte Kunst Wien Fünf Kafkanesken für Singende Säge und Violoncello von Ulf-Diether Soyka auf, die dieser für das Dokumentationszentrum für Moderne Kunst St. Pölten komponiert hatte.
In der Gesellschaft für Musik Wien war Türker an der Uraufführung von Michael Amanns Komposition Indian Summer (1999) beteiligt und begleitete als Cellist 2015 Reinhard Hauser musikalisch beim Vortrag von Die wahre Geschichte des Ah Q nach der gleichnamigen Novelle von Lu Xun.
Auf der 2003 eingespielten CD Ich Liebe Dich Nicht – Anita Ammersfeld Singt Kurt Weill (Preiser Records) ist Türker als Cellist zu hören.
Im Wiener Metropol begleitete er 2006 mit dem Kammerorchester Robert Stolz – Sinfonia Piccola unter der Leitung von Regina Schmallegger die Vorführung der Projektion „Subterra Incognita“ live.
2009 fand im Rahmen des Projekts chor.komposition die Aufführung von Johann Simon Kreuzpointners Canzonette …verschwunden… statt, die in der Reihe "vielstimmig" der Chorszene Niederösterreich beim Label Klangraum Krems als CD erschienen ist.
Mit der Pianistin Liselotte Theiner ist er auch auf der CD Österreichische Komponisten der Gegenwart – Paul Kont Vol. II (Klaus Kovariks Musikothek KKM 3301-2) zu hören. Sie verbindet eine langjährige Zusammenarbeit.
Mit Sigrid Hagn trat er anlässlich ihrer Türkei-Tournee 2012 im Österreichischen Kulturforum Istanbul und in İskenderun auf. Ihre Zusammenarbeit führte sie 2015 nach Italien, wo sie u. a. im Forum Austriaco di Cultura Roma ein Konzert gaben.